# 부안고등학교
부안고등학교(扶安高等學校)는 대한민국 전북특별자치도 부안군 부안읍 봉덕리에 있는 공립 고등학교이다.

## 학교 연혁
- 1967년 2월 14일 : 부안종합고등학교 설립 인가(6학급)
- 1973년 8월 13일 : 부안고등학교로 교명 변경
- 1977년 10월 5일 : 현 신축교사로 이전
- 1995년 11월 15일 : 수지관(체육관) 준공
- 2001년 8월 23일 : 일반계 5학급, 정보처리과 1학급 인가(계 18학급)
- 2004년 3월 1일 : 청운당(기숙사) 개관
- 2008년 8월 26일 : 기숙형 공립고등학교 선정
- 2009년 8월 5일 : 일반계 6학급 인가(계 18학급)
- 2010년 3월 23일 : 청운당(기숙사) 2호관 개관
- 2023년 2월 10일 : 제54회 졸업식
- 2023년 3월 2일 : 신입생 입학
- 2023년 9월 1일 : 제20대 김진형 교장 취임

## 참고 자료
- 부안고등학교 - 한국교육학술정보원 학교알리미